# 1895 în literatură
- 1894 în literatură — 1895 în literatură — 1896 în literatură

Anul 1895 în literatură a implicat o serie de noi cărți semnificative.

## Cărți noi
- Grant Allen - The British Barbarians
  - The Woman Who Did
- John Kendrick Bangs - A House-Boat on the Styx
- Rhoda Broughton - Scylla or Charybdis?
- Mary Elizabeth Braddon - Sons of Fire
- Robert W. Chambers - The King in Yellow
- Joseph Conrad - Almayer's Folly
- Marie Corelli - The Sorrows of Satan
- Stephen Crane - The Red Badge of Courage
- Ménie Muriel Dowie - Gallia
- J. Meade Falkner - The Lost Stradivarius
- G. E. Farrow - The Wallypug of Why
- Antonio Fogazzaro - Piccolo mondo antico
- Hamlin Garland - Rose of Dutcher's Coolly
- George Gissing -
  - Eve's Ransom
  - The Paying Guest
  - Sleeping Fires
- Thomas Hardy - Jude the Obscure
- Castello Holford - Aristopia
- Joris-Karl Huysmans - En Route
- Henry James - Terminations
- Rudyard Kipling - The Brushwood Boy
  - The Second Jungle Book
- George MacDonald - Lilith
- George Meredith - The Amazing Marriage
- Arthur Morrison - Chronicles of Martin Hewitt
- Eliza Orne White - The Coming of Theodora
- Gustavus W. Pope - Journey to Venus
- Bolesław Prus - Pharaoh
- Emilio Salgari - I misteri della jungla nera
- Henryk Sienkiewicz - Quo Vadis
- Lev Tolstoi - Stăpân și slugă
- Jules Verne - Insula cu elice
- H. G. Wells - Mașina timpului

## Nașteri
- 12 ianuarie: Sándor Földes (pseudonim literar: Pál Ács), scriitor, poet, jurnalist și redactor al radiodifuziunii maghiar. Exponent al expresionismului (d. 1968)
- 18 martie: Ion Barbu (Dan Barbilian) poet român (d. 1961)
- 28 martie: Ștefan Bârsănescu, pedagog și eseist român, membru al Asociaților Savanților Celebri din Chicago (SUA) (d. 1984)
- 17 aprilie: Ion Vinea, poet român (d. 1964)
- 9 mai: Lucian Blaga poet, dramaturg, filozof, eseist român (d. 1961)
- 3 octombrie: Serghei Esenin, poet rus (d. 1925)
- 20 octombrie: Alexandru Rosetti, academician, editor, filolog, istoric al limbii române, lingvist, patron spiritual al școlii românești de ligvistică, pedagog român (d. 1990)
- 14 decembrie: Paul Éluard, poet francez (d. 1952)